# 贡德雷克松
贡德雷克松（法語：Gondrexon，法語發音：[ɡɔ̃dʁɛksɔ̃]）是法国默尔特-摩泽尔省的一个市镇，属于吕内维尔区。

## 地理
贡德雷克松（48°36'20"N, 6°46'11"E）面积2.49 平方千米，位于法国大東部大區默尔特-摩泽尔省，该省份为法国东北部内陆省份，是洛林的一部分，北邻比利时、卢森堡，北起顺时针与摩泽尔省、下莱茵省、孚日省和默兹省接壤。
与贡德雷克松接壤的市镇（或旧市镇、城区）包括：欧特勒皮埃尔、阿尔布河畔沙泽勒、兰特雷、雷永。
贡德雷克松的时区为UTC+01:00、UTC+02:00（夏令时）。

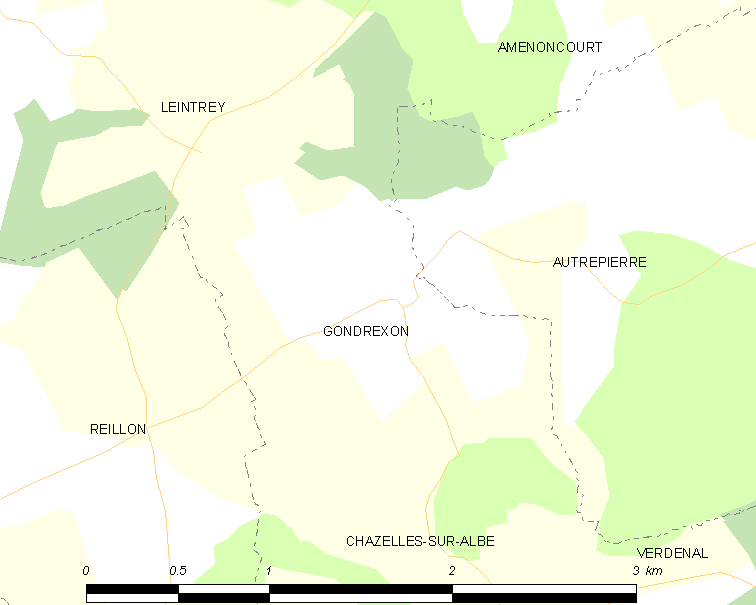
贡德雷克松的OSM定位图

## 行政
贡德雷克松的邮政编码为54450，INSEE市镇编码为54233。

## 政治
贡德雷克松所属的省级选区为巴卡拉县。

## 人口

1962-2008年间贡德雷克松人口变化图示

贡德雷克松于2022年1月1日时的人口数量为32人。